# Мухаммад Хаммад
Мухаммад Хаммад (д/н — 1516) — султан Агадесу в 1502—1516 роках. Намагався боротися з імперією Сонгаї. Остаточно переніс столицю до Агадесу.

## Життєпис
Був небожем султана Мухаммада II. 1502 року, коли останній втратив підтримку з боку шейхів племен, невдоволених визнання влади Сонгаї, разом з братом Мухаммадом аль-Аділом повалив султана, захопивши трон. Фактично панував спільно з братом, який став візиром (в багатьох джерелах відображено їх спільне панування).
багато зробив для відновлення господарства та розбудови Агадесу. Коли саме це місто остаточно стало столицею султанату невідомо. У 1513 або 1515 році зазнав нового нападу війська Сонгаї, внаслідок чого мусив підкоритися владі Аскії Мохаммада I. Завдяки цьому зумів долучити Агадес до торгівельних шляхів Сонгаї, завдяки чому Агадес перетворився на значне місто з населенням за різними свідченнями від 30 тис. до 50 тис. осіб.
Помер Мухаммад Хаммад 1516 року. Йому спадкував небіж Мухаммад III.